# Memory of the World Register – Afrika
De første indtegnelser i UNESCOs Memory of the World Register blev foretaget i 1997. Programmet samler en fortegnelse over verdens dokumentariske verdensarv (manuskripter, mundtlige traditioner, audiovisuelle materialer samt biblioteks- og arkiv-materiale) for derved at udveksle viden om og få ressourcer til bevarelse, digitalisering og formidling af dokumentar-materialer. Indtil nu er 193 materialer eller materialesamlinger blevet indtegnet i registret, hvoraf 12 fra lande i Afrika.

## Materialer
| Land/Territorium | Materiale                                                   | År indskrevet | Institution(er)                                                                | Reference |
| ---------------- | ----------------------------------------------------------- | ------------- | ------------------------------------------------------------------------------ | --------- |
| Afrika           | Christopher Okigbo-samlingen                                | 2007          | Christopher Okigbo Foundation, Bruxelles                                       | [ 4 ]     |
| Benin            | Koloniale arkiver                                           | 1997          | Nationalarkivet, Porto-Novo                                                    | [ 5 ]     |
| Etiopien         | Skatte fra de nationale arkiver og biblioteksorganisationer | 1997          | Etiopiens nationalarkiv og -bibliotek, Addis Ababa                             | [ 6 ]     |
| Madagaskar       | Kongelige arkiver (1824–1897)                               | 2009          | Nationalarkivet, Antananarivo                                                  | [ 7 ]     |
| Mauritius        | Optegnelser fra øens periode som fransk koloni (1710–1810)  | 1997          | Mauritius Archives, Port Louis                                                 | [ 8 ]     |
| Namibia          | Hendrik Witboois breve                                      | 2005          | National Archives of Namibia, Windhoek; Dr. Klaus Goebels privatarkiv, München | [ 9 ]     |
| Senegal          | Materiale fra Fransk Vestafrika                             | 1997          | Nationalarkivet, Dakar                                                         | [ 10 ]    |
| Sydafrika        | Wilhelm Bleek-samlingen                                     | 1997          | University of Cape Town/National Library of South Africa, Cape Town            | [ 11 ]    |
| Sydafrika        | Straffesag nr. 253/1963 (Staten mod N. Mandela og andre)    | 2007          | The National Archives and Records Service of South Africa, Pretoria            | [ 12 ]    |
| Sydafrika        | Liberation Struggle Living Archive Collection               | 2007          | Doxa Productions, Hout Bay                                                     | [ 13 ]    |
| Tanzania         | Tyske optegnelser i nationalarkivet                         | 1997          | National Archives, Dar es Salaam                                               | [ 14 ]    |
| Tanzania         | Arabiske manuskripter og bøger                              | 2003          | Zanzibar National Archives, Zanzibar                                           | [ 15 ]    |

## Eksterne links
- Memory of the World Programme official website
- Memory of the World Register - Africa